# SN 2011bh
SN 2011bh – supernowa typu Ic odkryta 29 marca 2011 roku w galaktyce NGC 2431. W momencie odkrycia miała maksymalną jasność 17,50m.